# Radulinus boleoides
Radulinus boleoides és una espècie de peix pertanyent a la família dels còtids.

## Descripció
- Fa 14 cm de llargària màxima.
- Aleta caudal arrodonida.
- Aletes pèlviques petites.[5][6]

## Hàbitat
És un peix marí, demersal i de clima temperat (55°N-32°N) que viu entre 15-146 m de fondària.
Es troba al Pacífic oriental: des de l'illa Langara (illes de la Reina Carlota, el nord de la Colúmbia Britànica) fins a l'Illa Santa Catalina (Califòrnia) (sud de Califòrnia, els Estats Units).

## Observacions
És inofensiu per als humans.